# Up in Smoke Tour
Up in Smoke Tour – trasa koncertowa autorstwa amerykańskiego rapera i producenta muzycznego Dr. Dre, która została zapoczątkowana 15 czerwca 2000 r. w Chula Vista, stanie Kalifornia. Ostatni występ odbył się 20 sierpnia tego samego roku w Greenwood Village (Kolorado). Głównymi wykonawcami trasy byli wspomniany już Dr. Dre oraz jego przyjaciel i partner biznesowy Snoop Dogg. Obok nich na scenie występowali także Eminem, Xzibit, Warren G oraz Nate Dogg. Od września 2000 r. na scenie pojawiali się także Ice Cube, Kurupt, The D.O.C. i inni.

## Lista miast
Źródło.
| Data             | Miasto            | Państwo           | Obiekt                                  |
| ---------------- | ----------------- | ----------------- | --------------------------------------- |
| 15 czerwca 2000  | Chula Vista       | Stany Zjednoczone | Coors Amphitheatre                      |
| 16 czerwca 2000  | Anaheim           | Stany Zjednoczone | Arrowhead Pond                          |
| 18 czerwca 2000  | Anaheim           | Stany Zjednoczone | Arrowhead Pond                          |
| 19 czerwca 2000  | San Jose          | Stany Zjednoczone | San Jose Arena                          |
| 21 czerwca 2000  | Sacramento        | Stany Zjednoczone | ARCO Arena                              |
| 24 czerwca 2000  | Portland          | Stany Zjednoczone | Rose Garden                             |
| 26 czerwca, 2000 | Nampa             | Stany Zjednoczone | Ford Idaho Center                       |
| 30 czerwca 2000  | Indianapolis      | Stany Zjednoczone | Conseco Fieldhouse                      |
| 1 lipca 2000     | Columbus          | Stany Zjednoczone | Schottenstein Center                    |
| 2 lipca 2000     | Cleveland         | Stany Zjednoczone | Gund Arena                              |
| 3 lipca 2000     | Pittsburgh        | Stany Zjednoczone | Mellon Arena                            |
| 4 lipca 2000     | Toronto           | Kanada            | Molson Amphitheatre                     |
| 6 lipca 2000     | Detroit           | Stany Zjednoczone | Joe Louis Arena                         |
| 7 lipca 2000     | Auburn Hills      | Stany Zjednoczone | The Palace of Auburn Hills              |
| 8 lipca 2000     | Rosemont          | Stany Zjednoczone | Allstate Arena                          |
| 9 lipca 2000     | Milwaukee         | Stany Zjednoczone | Bradley Center                          |
| 10 lipca 2000    | Minneapolis       | Stany Zjednoczone | Target Center                           |
| 13 lipca 2000    | Rochester         | Stany Zjednoczone | Blue Cross Arena                        |
| 14 lipca 2000    | Albany            | Stany Zjednoczone | Pepsi Arena                             |
| 15 lipca 2000    | East Rutherford   | Stany Zjednoczone | Continental Airlines Arena              |
| 16 lipca 2000    | Scranton          | Stany Zjednoczone | Montage Mountain Performing Arts Center |
| 18 lipca 2000    | Filadelfia        | Stany Zjednoczone | First Union Spectrum                    |
| 19 lipca 2000    | Uniondale         | Stany Zjednoczone | Nassau Veterans Memorial Coliseum       |
| 20 lipca 2000    | Worcester         | Stany Zjednoczone | The Centrum                             |
| 21 lipca 2000    | Worcester         | Stany Zjednoczone | The Centrum                             |
| 22 lipca 2000    | Hartford          | Stany Zjednoczone | Hartford Civic Center                   |
| 25 lipca 2000    | Buffalo           | Stany Zjednoczone | HSBC Arena                              |
| 27 lipca 2000    | Waszyngton        | Stany Zjednoczone | Verizon Center                          |
| 29 lipca 2000    | Charlotte         | Stany Zjednoczone | Charlotte Coliseum                      |
| 1 sierpnia 2000  | Sunrise           | Stany Zjednoczone | BB&T Center                             |
| 2 sierpnia 2000  | Tampa             | Stany Zjednoczone | Ice Palace                              |
| 4 sierpnia 2000  | Atlanta           | Stany Zjednoczone | Lakewood Amphitheatre                   |
| 5 sierpnia 2000  | Nowy Orlean       | Stany Zjednoczone | Aaron's Amphitheatre                    |
| 6 sierpnia 2000  | Houston           | Stany Zjednoczone | Smoothie King Center                    |
| 7 sierpnia 2000  | Dallas            | Stany Zjednoczone | Starplex Amphitheatre                   |
| 8 sierpnia 2000  | San Antonio       | Stany Zjednoczone | Alamodome                               |
| 10 sierpnia 2000 | Phoenix           | Stany Zjednoczone | America West Arena                      |
| 11 sierpnia 2000 | Paradise          | Stany Zjednoczone | Thomas & Mack Center                    |
| 12 sierpnia 2000 | Fresno            | Stany Zjednoczone | Selland Arena                           |
| 13 sierpnia 2000 | San Jose          | Stany Zjednoczone | San Jose Arena                          |
| 15 sierpnia 2000 | Tacoma            | Stany Zjednoczone | Tacoma Dome                             |
| 16 sierpnia 2000 | Vancouver         | Kanada            | General Motors Place                    |
| 18 sierpnia 2000 | West Valley City  | Stany Zjednoczone | E Center                                |
| 20 sierpnia 2000 | Greenwood Village | Stany Zjednoczone | Fiddler’s Green Amphitheatre            |